# Cyrtona pictipennis
Cyrtona pictipennis är en tvåvingeart som först beskrevs av Thomson 1869.  Cyrtona pictipennis ingår i släktet Cyrtona och familjen Curtonotidae. Inga underarter finns listade i Catalogue of Life.